# Raccard

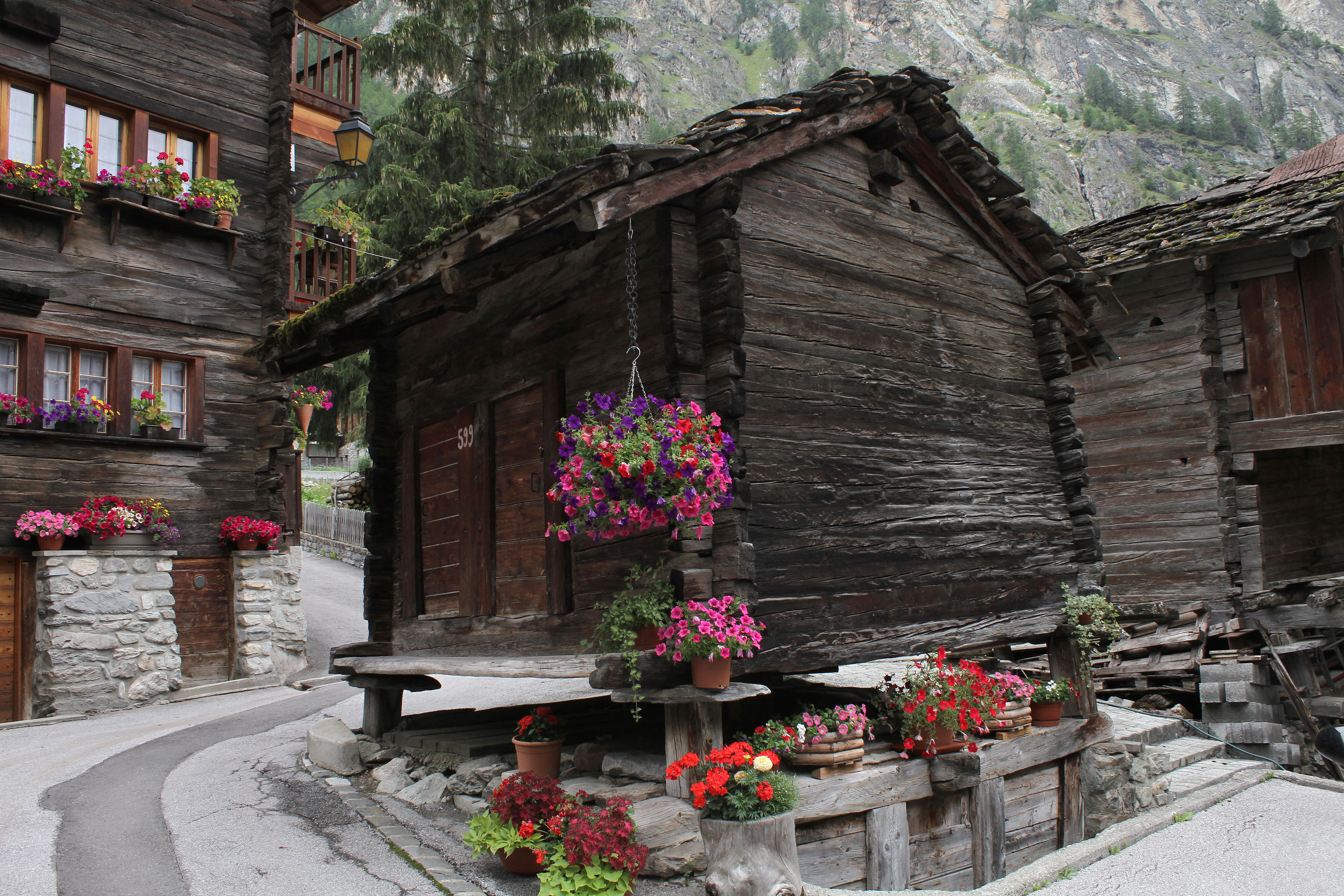
Un raccard à Evolène, en Valais.

Le raccard (en Suisse), regard (en Savoie) ou rascard (en Vallée d'Aoste) est un grenier indépendant surélevé bâti en pièce-sur-pièce et comprenant une aire centrale, des gerbiers latéraux et des pièces à grain.

## Structure
Il constitue un grenier proche du chalet, posé sur des pièces de bois verticales ou « pilets », chaque pilet étant surmonté d'un disque en pierre ou « palet » empêchant les souris et autres rongeurs d'entrer dans le local.

## Distinction entreraccardetgrenier
- Le raccard a une aire centrale où l'on travaille le blé. Parallèlement à cette aire centrale, chaque propriétaire a une ou plusieurs parts (ou boxes) délimitées latéralement par des cloisons sommaires servant à séparer les avoirs de chacun.

- Le grenier n’a pas d'aire centrale. Il est constitué, par étage, de deux locaux bien distincts et bien séparés, fermant chacun par une porte donnant sur les galeries d’accès placées à l’extérieur.

Donc si l'on voit une construction sur pilets et palets comportant plusieurs portes en façade, c’est un grenier. Chaque propriétaire y remise de la nourriture, des ustensiles, des vêtements, etc.
A contrario, une construction sur pilets et palets comportant une seule porte assez grande et placée au centre de la façade au niveau supérieur des palets est un raccard. Chaque propriétaire y entrepose foin ou paille et y travaille le blé.

## Diffusion
Ce type de construction se trouve essentiellement en canton du Valais, où il se nomme « mazot ».
Il est également présent en Vallée d'Aoste, où il est appelé rascard, notamment au Valtournenche et au val d'Ayas, qui furent intéressés autrefois par des migrations de gens walser du Valais. La vallée de Gressoney aussi est caractérisée par la présence de rascards, appelés localement städel : dans cette vallée, la civilisation et la langue walser ont survécu jusqu'à nos jours, à la différence des deux vallées évoquées, aujourd'hui francophones.
Un type de bâtiment similaire, mais issu de la civilisation alpine francophone en Vallée d'Aoste, est le mayen.

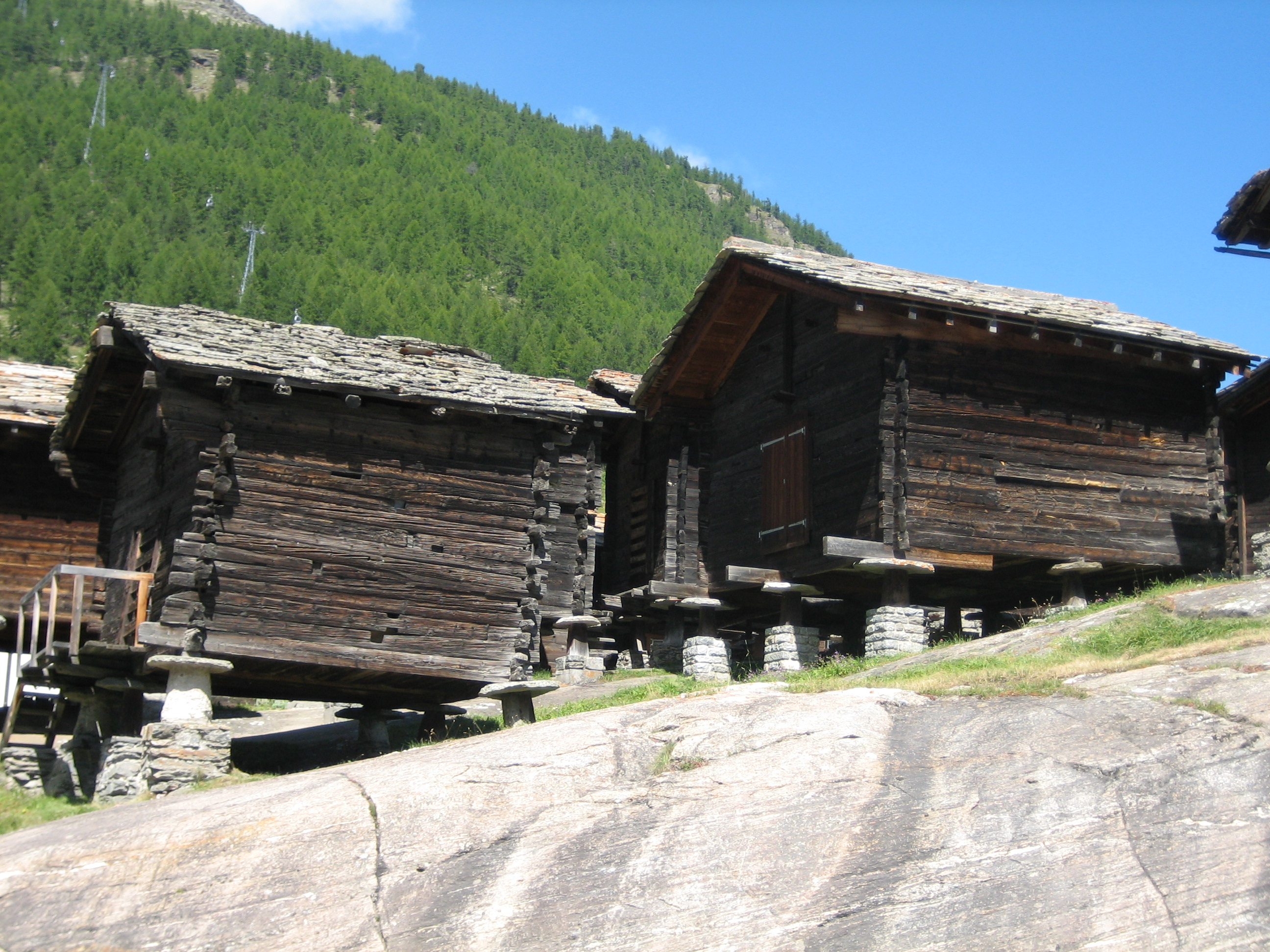
Raccards à Saas-Fee.
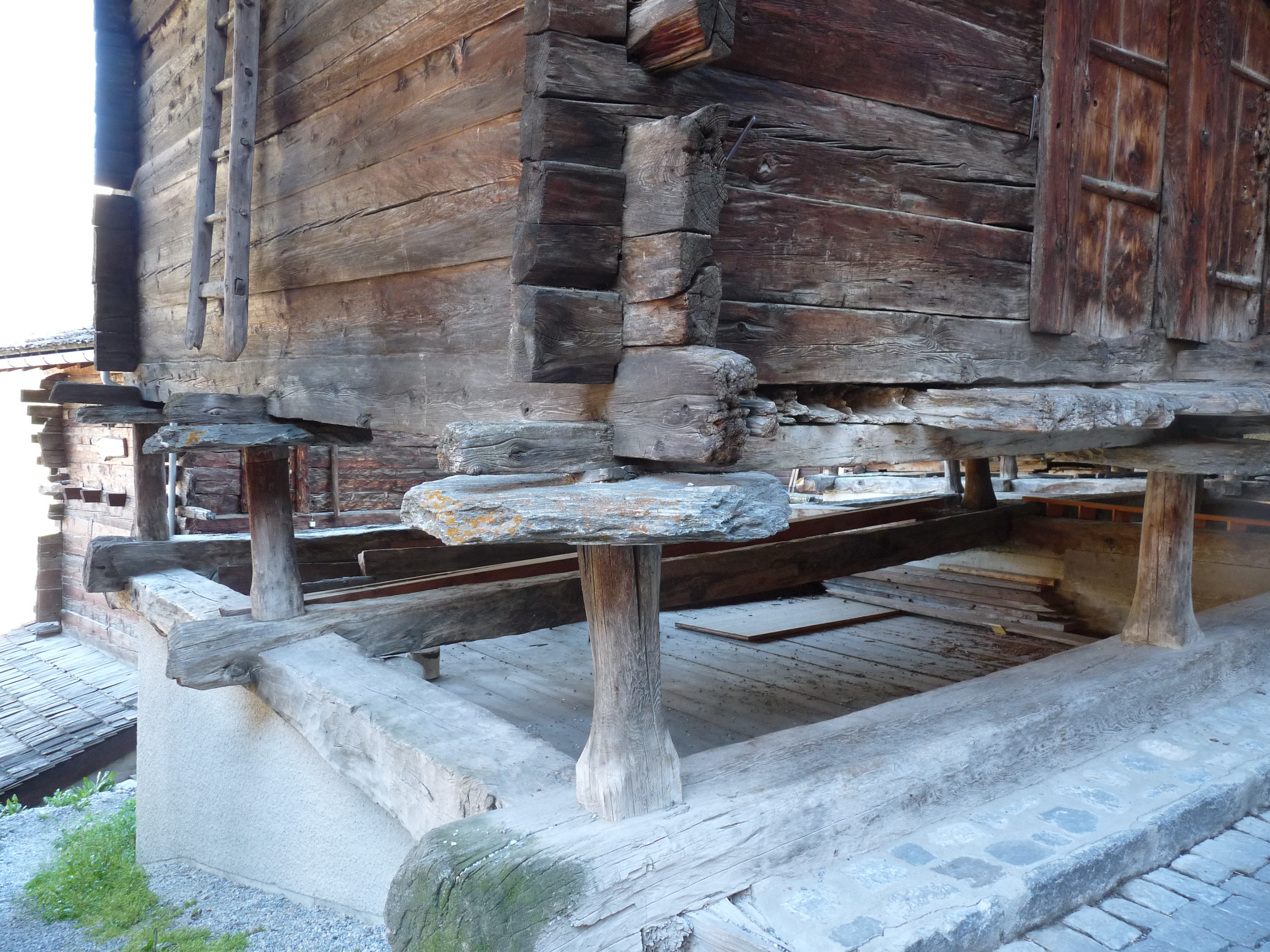
Raccard à Grimentz (gros plan sur les dalles circulaires).
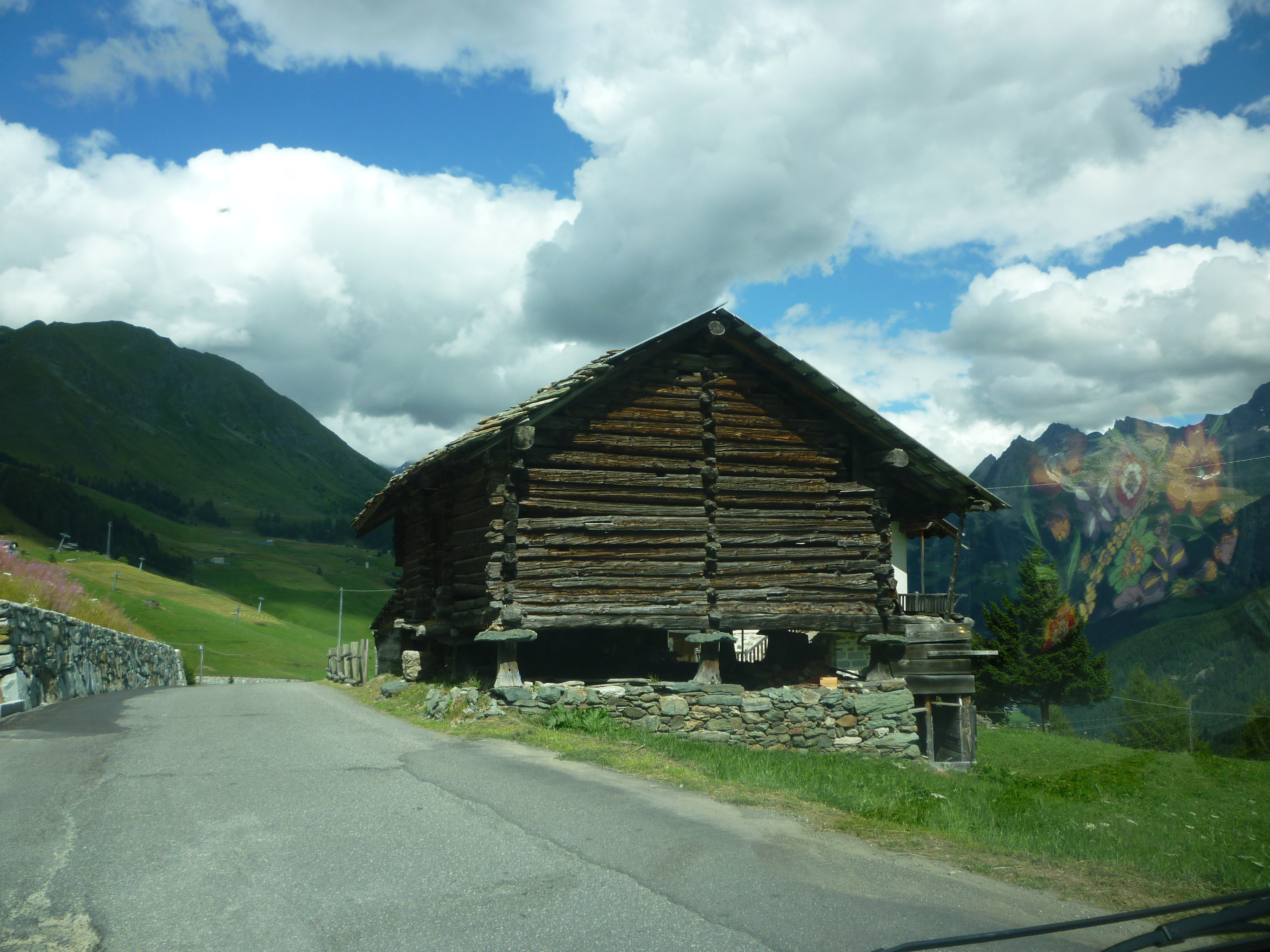
Rascard à Barmasc (Ayas).
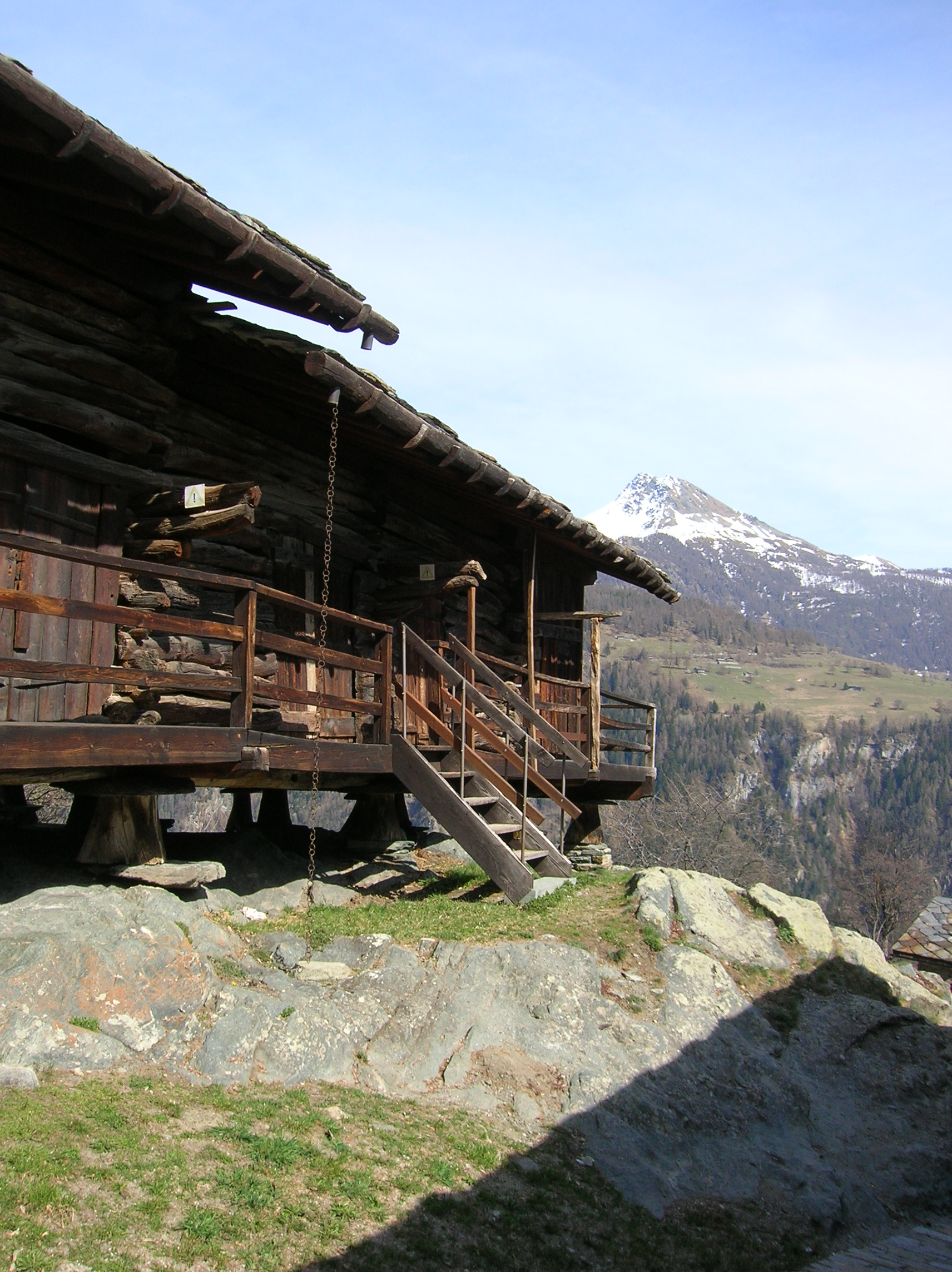
Le rascard de Triatel, au musée ethnographique du Petit-Monde, à Torgnon.